# Hofleverancier

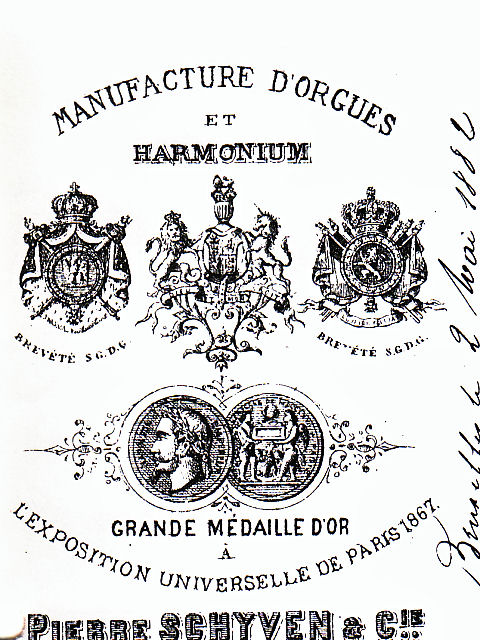
Het briefhoofd van Schyven, hofleverancier in België, Frankrijk en het Verenigd Koninkrijk

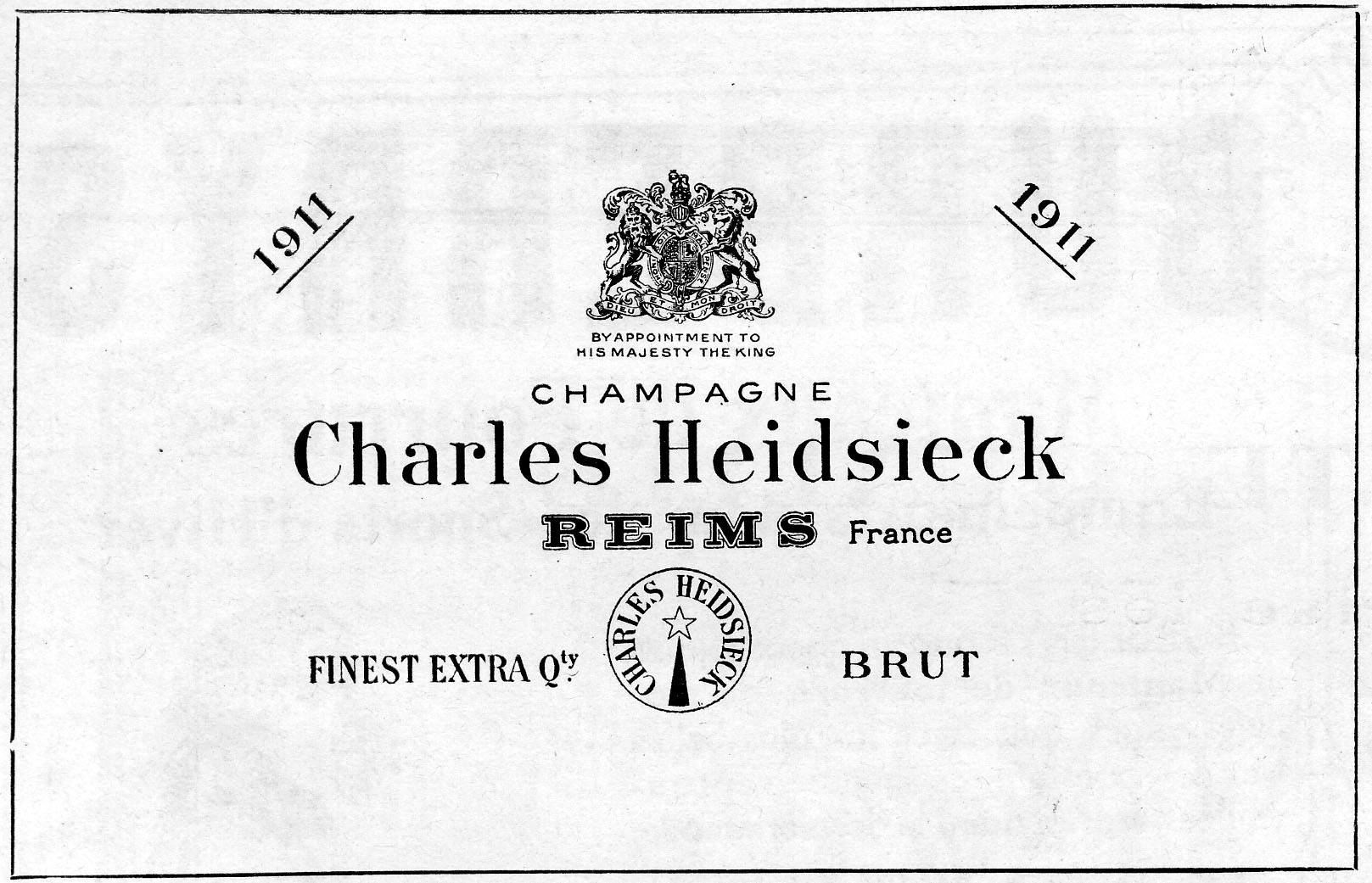
Charles Heidsieck

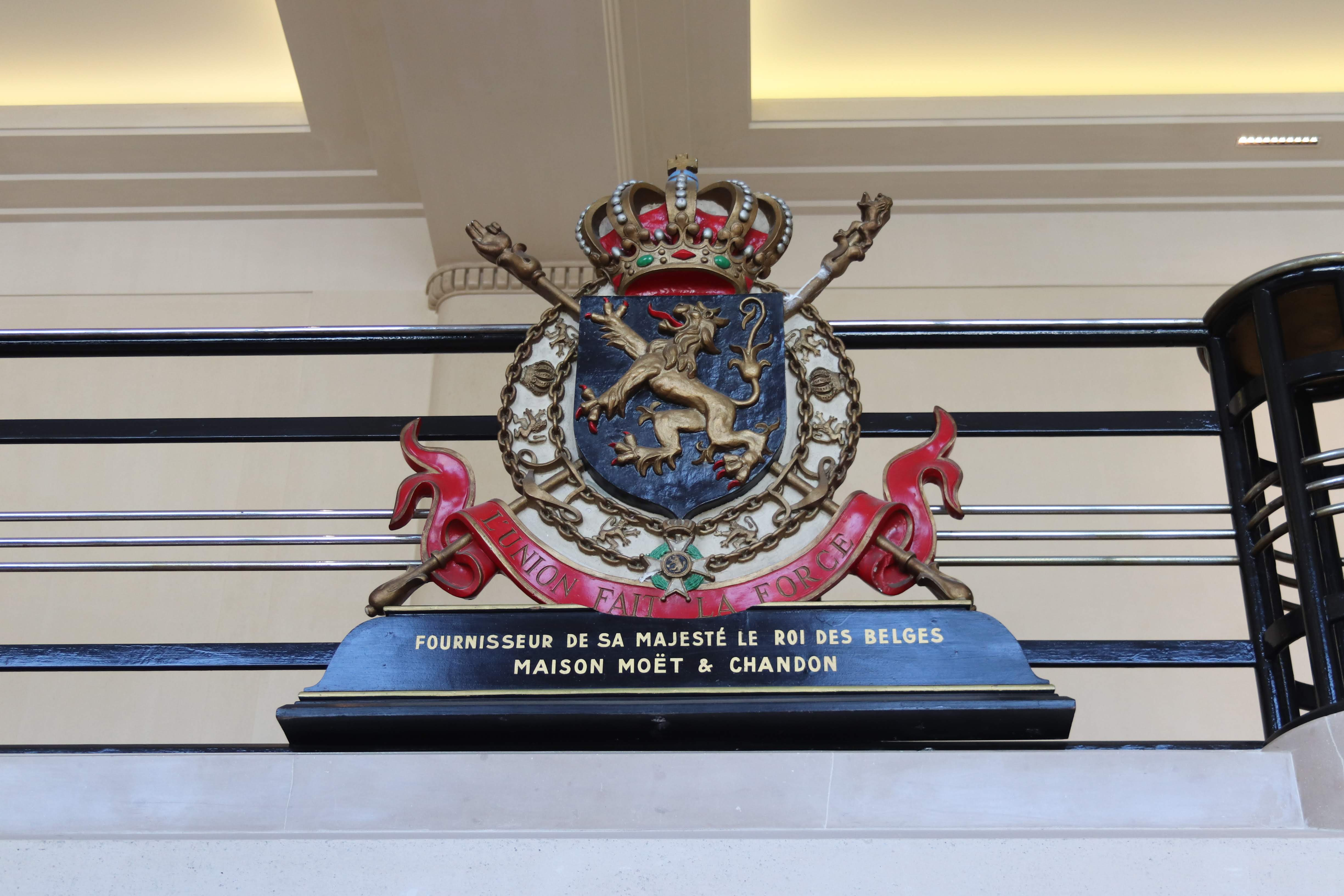
Moët & Chandon is Belgische Hofleverancier

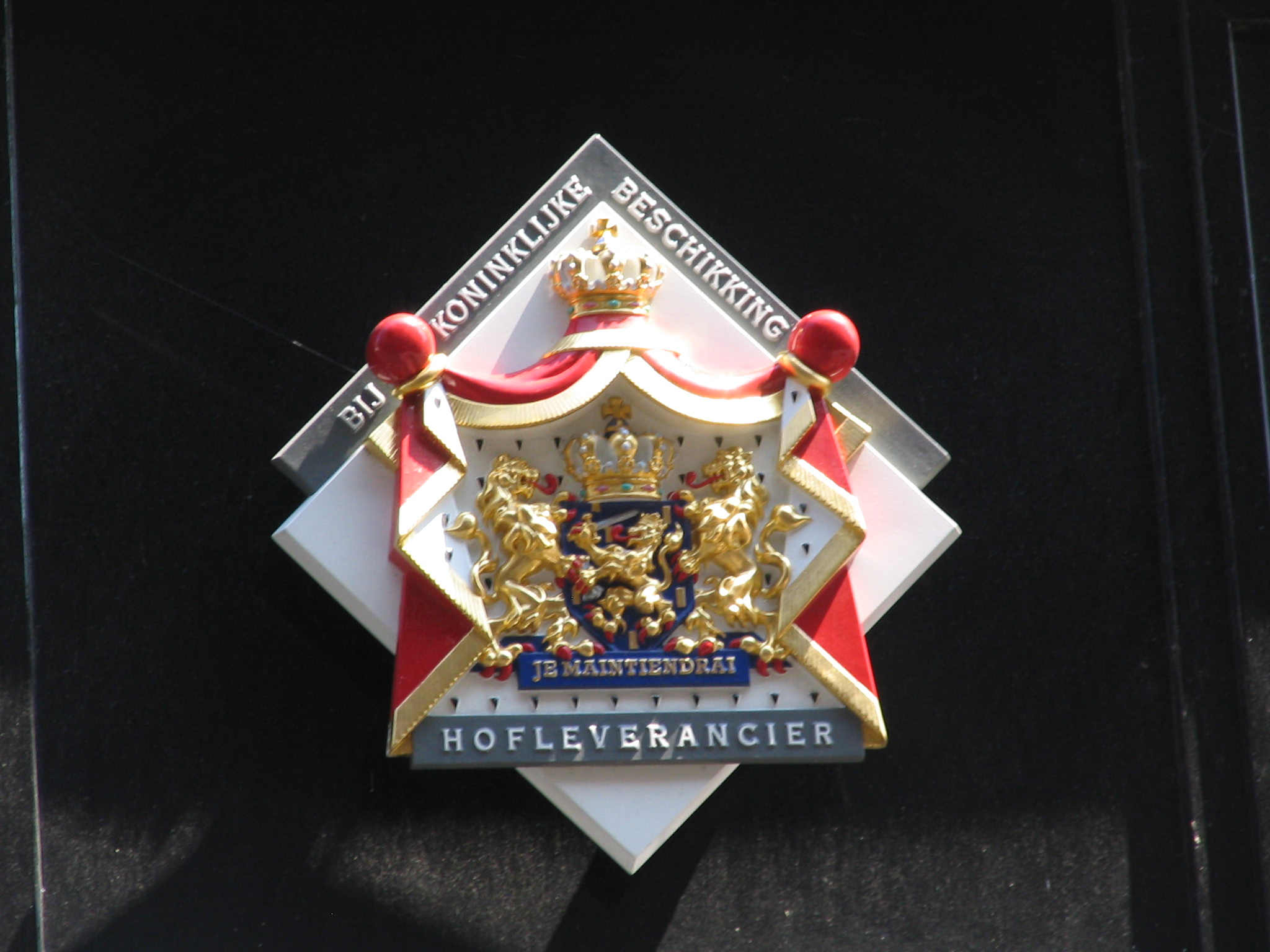
Het door koningin Beatrix voorgeschreven bord per 1 mei 1987

Een hofleverancier is een bedrijf dat of een persoon die producten of diensten levert aan een koninklijk of keizerlijk hof. In Nederland en België zijn sommige van deze leveranciers erkend door het hof zelf, en zijn titularis van een brevet of bewijs. In Nederland is het tegenwoordig een eretitel, waarbij het niet meer zo is dat de hofleverancier ook werkelijk goederen of diensten aan het hof levert.

## Geschiedenis
Lodewijk Napoleon Bonaparte, die van 1806 tot 1810 koning van Holland was, verleende als eerste de titel 'koopman des konings'. Later nam koning Willem I (1813-1840) dit over en bedacht de naam Hofleverancier. Bedrijven konden hiermee laten zien dat ze in de smaak vielen bij het koningshuis.

### België
Het koningshuis nam de traditie van Napoleon en koning Willem I over. Drie jaar na de onafhankelijkheid van België, dus in 1833, verscheen de titel “hofleverancier” voor het eerst in het Algemeen Rijksarchief. Ht werd toen omschreven als “bestemd om een handelaar, een vakman of een onderneming te belonen voor leveringen aan het Hof, gekenmerkt door degelijkheid en regelmaat”. In 1935 werden nauwkeurige toekenningsvoorwaarden bepaald. In 1988 werd de vzw “Gebrevetteerde Hofleveranciers van België” opgericht, met als belangrijkste doel het beschermen van de titel tegen misbruik.
Momenteel kan het hof zelf winkels de titel verlenen (voor een  periode van vijf jaar) doch wordt deze meestal aangevraagd als ze diensten of goederen leveren aan de koning. Het brevet van hofleverancier wordt na een grondige evlauatie en selectie kosteloos toegekend. Het geeft het recht om het Koninklijk Wapen te voeren op commerciële documenten, uitstalramen, verpakkingen of bedrijfsvoertuigen. Bij het Koninklijk Wapen moet altijd "Gebrevetteerde Hofleverancier van België" vermeld staan, maar het mag op geen enkele wijze gebruikt worden als fabrieksmerk.
Op de dag van de dynastie wordt de lijst bijgewerkt. Naar aanleiding van Koningsdag 15 november 2018 werd de nieuwe lijst met hofleveranciers bekendgemaakt, met daarop het Belgische champagnemerk Vranken als een van de vier nieuwe brevethouders. Bij de troonswisseling in 2013 kende Koning Filip 111 officiële brevetten toe. Een honderdtal bedrijven op deze lijst maakten reeds deel uit van de vorige lijst onder Koning Albert II en bleven behouden, er werden er 16 geschrapt en 11 nieuwe erkend.

### Nederland
In 1834 waren in Nederland 93 hofleveranciers maar het aantal brevetten was nooit goed bijgehouden zodat niet duidelijk was wie in Nederland hofleverancier zijn of waren. Koning Willem III liet daarom in 1850 een advertentie in de Staatscourant plaatsen waarin "alle Fabrikanten, Winkeliers of andere Personen geregtigd tot het voeren van het Koninklijk Wapen, worden uitgenodigd, hunne bewijzen als zoodanig vóór de 15den November aanstaande, met opgave hunner woonplaatsen, aan de Hof-Commissie op te zenden".
De koning liet de oude brevetten vernietigen en gaf nieuwe brevetten aan die bedrijven die op de advertentie hadden gereageerd.
Het vorstelijke keurmerk was na 1850 niet meer alleen voorbehouden aan bedrijven die aan het Hof leverden. Soms werd het nagemaakt. Dat werd mogelijk toen naast de kostbare uithangborden van verguld en beschilderd houtsnijwerk na 1850 ook goedkopere gietijzeren borden op de markt kwamen.
Koningin Beatrix herzag het stelsel dan ook op 1 mei 1987. Ze zorgde voor een strikt beleid en legde het onderscheid vast tussen de termen 'Koninklijk' en 'Hofleverancier'. De koning is nu de enige die deze titels kan toewijzen. Grote ondernemingen die in Nederland zijn gevestigd, zoals multinationals, kunnen het predicaat Koninklijk krijgen, mét kroontje. De titel 'Hofleverancier' en het bijbehorende wapenschild is bestemd voor kleine en middelgrote bedrijven met een regionale uitstraling, die minstens honderd jaar bestaan en een onberispelijke reputatie hebben. Ze hoeven niet per se aan het Hof te leveren. Wanneer een bedrijf in buitenlandse handen overgaat of een statutaire wijziging ondergaat en een N.V. of B.V. wordt vervalt het predicaat.
Hoe deze verlening, en ontneming (want ook dat komt voor), zich verhoudt met de ministeriële verantwoordelijkheid is onduidelijk. De koning kan immers geen onderscheidingen verlenen zonder ministerieel contraseign. Ook staat het ontnemen van het predicaat op gespannen voet met de regel dat tegen een beschikking steeds beroep mogelijk moet zijn.
In het verleden hebben ook de koninginnen en de prinsen en prinsessen der Nederlanden de titel "leverancier aan Z.K.H. Prins .... der Nederlanden" verleend. Ook deze bedrijven voeren het wapen van degene die het predicaat verleende. Koningin Emma brevetteerde 93 leveranciers, prins Hendrik vermoedelijk elf en prins Bernhard machtigde vijftien bedrijven om zijn wapen te voeren. De zussen van prinses Beatrix, prins Claus en hun zonen brevetteerden geen leveranciers.
In het museum "Buren en Oranje" in Buren is een grote verzameling historische wapenborden te bezichtigen.

## Belang
De koninklijke onderscheidingen kunnen een gunstige invloed hebben op degenen die ze krijgen. Uit een onderzoek uit 2023 bleek dat consumenten bereid waren een premie te betalen voor producten met die status, vooral als het om alcohol gaat.